# برترام اشتینبرگر
برترام اشتینبرگر (انگلیسی: Bertram Steinberger؛ زاده ۱ فوریهٔ ۱۹۸۶) یک تنیس‌باز اهل اتریش است.